# Trenitalia Tper
Trenitalia Tper est une compagnie ferroviaire italienne spécialisé dans le transport régional et local de voyageurs, principalement en Émilie-Romagne. Elle est détenue par Trenitalia et Trasporto Passeggeri Emilia-Romagna (TPER).

## Services
Lignes régionales:
- Bologne-Parme/Plaisance/Voghera/Gênes
- Parme-Milan
- (Parme)/Fidenza-Salsomaggiore
- (Bologne)/Modène-Carpi/Mantoue/Vérone
- Bologne-Rimini/Ancône
- Bologne-Ravenne/(Rimini)
- Faenza-Granarolo-Ravenne/Lavezzola
- Faenza-Borgo San Lorenzo/Florence
- Bologne-San Benedetto Sambro/Prato/(Florence)
- Bologne-Poggio Rusco/Verona/(Brennero)
- Bologne-San Pietro in Casale/Ferrare/Rovigo/Venise
- Ferrare-Ravenne et Ravenne-Rimini
- Fidenza-Castelvetro-Cremona
- Parme-Borgo Val di Taro/Pontremoli/La Spezia
- Bologne-Marzabotto/Porretta Terme-Pistoia
- Parme-Suzzara
- Suzzara-Ferrare
- Ferrare-Codigoro
- Bologne-Portomaggiore
- Bologne-Vignola
- Modène-Sassuolo Terminal
- Reggio Emilia-Guastalla
- Reggio Emilia-Sassuolo Radici
- Reggio Emilia-Ciano d'Enza